# رابین ویلیامز (استاد دانشگاه)
پروفسور رابین ویلیامز (Robin Williams) استاد رشته علوم، تکنولوژی و نوآوری در دانشگاه ادینبرو (ادیبرورگ) در اسکاتلند می‌باشد. وی هم‌اکنون رییس انستیتوی پژوهشی علوم، تکنولوژی و نوآوری است. پژوهش‌های وی در زمینه Social Shaping of Technology و ارتباطات "تکنولوژی" و "جامعه" و مسائل مربوط به طراحی و پیاده‌سازی فناوریهای گوناگون می‌باشد.

## زندگینامه
وی در سال 1980 از دانشگاه آستون فارغ التحصیل شد و به مدت 6 سال به عنوان محقق در بخش سیاستگذاری تکنولوژی مشغول به کار شد. در سال 1986 به مرکز تحقیقات علوم اجتماعی دانشگاه ادینبرو پیوست و در سال 1997 مدیر این مرکز تحقیقاتی شد. وی در سال 2001 انستیتوی پژوهشی علوم، تکنولوژی و نوآوری را پایه‌گذاری کرد و مسبب ایجاد ارتباط بین مراکز تحقیقاتی بریتانیا، اروپا و آسیا گردید.

## مجموعه کتابها
- Software and Organisations: The Biography of the Enterprise-Wide System - Or how SAP Conquered the World (2009), Routledge, with Neil Pollock
- Social Learning in Multimedia (2005), Edward Elgar, with Stewart and Slack
- Policies for Cleaner Technology: A New Agenda for Government and Industry (1999), Earthscan, with Clayton and Spinardi
- The Social Shaping of Information Superhighways: European and American Roads to the Information Society (1997), Campus Verlag, coedited with Kubicek and Dutton.
- Expertise and innovation: Information technology strategies in the financial services sector (1994), Clarendon Press, Oxford, with Fincham, Fleck, Proctor, Scarbrough and Tierney.